# A Igreja de Jesus Cristo dos Santos dos Últimos Dias em Samoa
A Igreja de Jesus Cristo dos Santos dos Últimos Dias em Samoa refere-se à contribuição de Samoa na História de A Igreja de Jesus Cristo dos Santos dos Últimos Dias desde sua assimilação no final do século XIX até a atualidade. A Igreja foi estabelecida no país em 1893, e, com 73 827 fiéis Santos dos Últimos Dias, se constitui como um dos países com maior densidade de mórmons no mundo, correspondendo a quase metade de sua população adepta deste segmento cristão.
Uma igreja de fundamentação cristã com características restauracionistas, a comunidade mórmon é a maior denominação originária do Movimento dos Santos dos Últimos Dias. A sede da Igreja situa-se em Salt Lake City e estabeleceu congregações em todo o mundo. Em 2012, a Igreja relatou um pouco mais de 14,7 milhões de adeptos em todo o mundo.

## História
Em maio de 1843, treze anos após a Igreja SUD ter sido organizada nos Estados Unidos, quatro homens foram enviados para serem missionários nas ilhas do Pacífico.
O Élder Joseph H. Dean e sua esposa, Florença Ridges Dean, chegaram em Samoa em 1888. Os missionários foram novamente enviados para Tutuila. Em 1891 a missão de Samoa, Apia, com sede perto, estava se desenvolvendo progressivamente. O primeiro ramo (uma pequena congregação) foi iniciado em Pago Pago em 27 de maio de 1893 , e antes da virada do século, 11 alas foram organizados na ilha.
O Livro de Mórmon foi traduzido para o samoano e publicado em 1903, e Doutrina e Convênios e Pérola de Grande Valor em 1963.
Em 26 de novembro de 1906, uma organização da Sociedade de Socorro para as mulheres foi fundada em Mapusaga com 14 membros inscritos . Uma organização primária para as crianças foi organizada em 24 de maio de 1908. Um ramo da Igreja foi organizado em uma aldeia indígena da região, com uma escola e uma plantação, tendo sido cridadas em 10 de maio de 1903 . Em 1938, a organização Boy Scout foi iniciado em Mapusaga.
Os missionários foram convocados em 1940, antes da Segunda Guerra Mundial, devido às condições perturbadoras, e membros locais assumiram mais responsabilidades de liderança. Após a guerra, missionários voltaram ao país para darem continuidade ao proselitismo. Uma estaca (diocese) foi criada em Pago Pago, em 1969. Em 1989, Eni F. (Hunkin Jr.) ex-vice-governador da Samoa Americana, tornou-se o primeiro samoano de A Igreja de Jesus Cristo dos Santos dos Últimos Dias a ser eleito para um cargo no Congresso dos Estados Unidos .
Durante os furacões em fevereiro de 1990 e Dezembro de 1991, os membros sofreram perdas consideráveis, mas as unidades locais responderam bem ao lidar com a devastação. A composição de mebros em 1990 era de 7.500, aumentando para cerca de 12.000 em 1994. Hoje, mais de um em cada quatro samoanos é adepto de A Igreja de Jesus Cristo dos Santos dos Últimos Dias .

## Atualidade
Em Samoa vivem 67.120 Santos dos Últimos Dias. O país possui um templo, uma Missão, 141 alas e ramos, 39 Estacas e Distritos e 16 Centros de História da Família. Cerca de 12,7% da população total do país é mórmon.

## Templo
- O Templo de Apia foi dedicado em 1983, porém, foi destruído por um incêndio. Após a destruição do templo, um novo templo foi construído e dedicado pelos mesmos motivos. O templo em Apia, capital de Samoa, foi anunciado pela primeira vez em 15 de outubro  de 1977. A cerimônia de dedicação foi realizada em 19 de fevereiro de 1981 com Spencer W. Kimball dando a oração dedicatória. Tanto o templo original quanto o templo reconstruído usam um design clássico moderno, com uma única torre, em um 2-acre (8.100 m²) no local do templo. O templo original foi 14.560 pés quadrados (1.353 m¹), mas com a reconstrução da área total, é agora 18.691 pés quadrados (1,736.5 m²). O exterior do templo é terminado com granito. O templo tem duas salas de ordenanças e duas salas de selamento. O templo foi aberto ao público para visitação pública de 19 de julho a 30 de julho de 1983. Gordon B. Hinckley dedicou o templo em 5 de agosto de 1983 e dedicou o novo templo em 4 de setembro de 2005. O templo de Apia é um dos templos mais intensamente utilizados pela Igreja e serve 56.000 membros em 16 estacas da Samoa, além das ilhas de Upolu e Savai'j.